# USA-10
O USA-10 é um satélite estadunidense de navegação por satélite. Foi programado para servir o programa NAVSTAR/GPS, sendo o último do primeiro bloco do programa que lançou 11 satélites ao espaço. Foi lançado em 09 de outubro de 1985 da Base da Força Aérea de Vandenberg, através de um foguete Atlas E/F.